# Jean-Pierre Le Ridant
Jean-Pierre Le Ridant est un homme politique français, né le 4 février 1948 à Riaillé (Loire-Atlantique).

## Biographie
Conseiller général de la Loire-Atlantique, il est élu député dans la 1re circonscription de la Loire-Atlantique le 19 juin 2002, en battant le 1er adjoint au maire de Nantes, le député socialiste sortant Patrick Rimbert. Il faisait partie du groupe UMP. Son suppléant était Christian Héry.
Le 19 juin 2007, il est battu à son tour par François de Rugy, candidat Vert soutenu par le PS.
Il est directeur de la Commission pour l'indemnisation des victimes de spoliations intervenues du fait des législations antisémites en vigueur pendant l'Occupation (CIVS) depuis janvier 2008 et adjoint au maire de Brem-sur-Mer depuis mars 2014.

## Mandats
- 22/03/1982 - 16/03/2008 : membre du conseil général de la Loire-Atlantique ;
- 14/03/1983 - 19/03/1989 : adjoint au maire de Nantes ;
- 28/03/1994 - 28/03/2004 : vice-président du conseil général de la Loire-Atlantique ;
- 19/06/2002 - 19/06/2007 : député de la première circonscription de la Loire-Atlantique ;
- 2014- : adjoint au maire de Brem-sur-Mer